# Dingy-Saint-Clair
Dingy-Saint-Clair este o comună în departamentul Haute-Savoie din sud-estul Franței. În 2009 avea o populație de 1.297 de locuitori.

## Evoluția populației
| An        | 1975 | 1982 | 1990 | 1999 | 2006  | 2009  |
| --------- | ---- | ---- | ---- | ---- | ----- | ----- |
| Populație | 429  | 477  | 658  | 915  | 1.191 | 1.297 |